# Elguja Khintibidze
Elguja Khintibidze (en georgiano: ელგუჯა ხინთიბიძე; Ozurgueti, 7 de junio de 1937) es un filólogo georgiano, doctor en Ciencias de la Filología, profesor en la Universidad Estatal de Tiflis Ivane Javakhishvili, académico de la Academia Nacional de Ciencias de Georgia y miembro de la Société Internationale pour l’Étude de la Philosophie Médiévale .

## Biografía
El profesor Khintibidze se graduó de la Facultad de Filología de la Universidad Estatal de Tiflis (UST) en 1960. Es el presidente del Instituto de la Asociación Internacional para la promoción de los Estudios Georgianos/Kartvelianos de la Facultad de Humanidades de la UST. Trabajó como decano de la Facultad de Filología de la Universidad entre 1976 y 1986, rector representante para la Investigación Científica de la UST entre 1986 y 1993 y presidente de la cátedra de Literatura Georgiana Antigua entre 2000 y 2006. 
Su principal campo de investigación es la literatura georgiana medieval y los contactos literarios georgiano-bizantinos, especialmente la obra de Shota Rustaveli, y el estudio de las fuentes. El profesor Khintibidze fue editor de la revista Investigación Literaria (Procedimientos de la Universidad de Tiflis) de 1976 a 2004. Asimismo es miembro de la junta editorial de la revista Georgica desde 1978 y fundador y editor de la revista El Kartveologista (Revista de Estudios Georgianos) desde 1993.
Khintibidze es fundador y presidente del Centro y del Fondo de Estudios Kartvelianos desde 1992 y del programa de la Escuela de Verano Internacional en Estudios Kartvelianos desde 1995. Ha organizado como anfitrión seis Simposios Internacionales sobre Estudios Katvelianos. Participa en los Congresos Internacionales y Simposios en Estudios Medievales (SIEPM) y Estudios Bizantinos y conferenciante en varias universidades del mundo. Es autor de alrededor de 220 publicaciones y monografías académicas.
Khintibidze ha estudiado el desarrollo de los contactos georgiano-bizantinos y es el autor de algunas teorías en este campo: sobre el origen georgiano de los Santos Padres Capadocios del siglo IV (Basilio el Grande y Gregorio de Nisa; sobre la autoría de la novela bizantina Barlaam y Josafat por Eutimio el Atonita; y sobre el estudio de las relaciones los textos georgiano y griego de la novela Barlaam y Josafat y la datación del texto griego de la misma. Los artículos y monografías) sobre estos temas han sido publicador en Georgia y en el extranjero y se han presentado en congresos internacionales de estudios bizantinos. 
En el campo del estudio de las fuentes, cabe destacar las siguientes innovaciones: el descubrimiento de la misiva de los reyes Católicos como respuesta al rey de Georgia Constantino II de finales del siglo XV; el hallazgo, en el Museo Británico, de dos fragmentos desconocidos de una manuscrito georgiano del siglo XI, uno de cuyos autores es Jorge de Athos; el descubrimiento de libros y manuscritos georgianos en la biblioteca del monasterio de Iviron en el monte Athos; el descubrimiento de traducciones parciales griegas y latinas del siglo XIII de La vida de Jorge el Atonita; el descubrimiento y reedición del discurso pronunciado por Alaverdi Jan Undiladze en la corte del shah Abás el Grande a finales del siglo XVI, publicado en Inglaterra en el siglo XVII; y la traducción y publicación de los apuntes sobre Georgia del viajero español del siglo XV, Ruy González Clavijo. Especial atención merece su teoría sobre la etimología de los designaciones de los georgianos.
El profesor Khintibidze ha recibido la Orden Internacional del Mérito por el Servicio a los Estudios Kartvelianos (Cambridge:1994), la Orden del Mérito de Georgia (Tiflis, 2003) y el premio académico Ivane Javakhishvili (1984).

## Estudio deEl caballero de la piel de tigre
En sus artículos y monografías sobre El caballero de la piel de tigre sobre la base del análisis de los elementos clave de la estructura artística, así como los términos clave filosóficos, escolásticos y teológicos del poema, trata de definir el pensamiento religioso, filosófico y literario y el papel de Rustaveli en el pensamiento medieval. La investigación de Khintibidze en este campo incluye las esferas teológica, filosófica, ética y astrológica. 
Khintibidze ha estudiado el rastro de la filosofía antigua en El caballero de la piel de tigre. En concreto, la definición aristotélica del alma, popular en la época medieval, la actitud de amistad en la obra en relación con el concepto aristotélico de la misma, el concepto de la aurea mediocritas y el concepto rustveliano de vicio en relación con la concepción ética de Platón y su teoría de la perfección en la épica de Rustaveli. Parte significativa de su investigación en este campo lo ocupa el estudio de las opiniones éticas de Rustaveli, sobre todo en el contexto de las concepciones morales cristianas y clásicas (Platón y Aristóteles) y las categorías de abundancia y coraje en la obra, o su concepto del ser humano (la amistad vista como amor).
El profesor Khintibidze propone una nueva interpretación del amor en la épica de Rustaveli, según la cual no hay una división clara entre el amor divino y el humano: el amor es la sola esencia, la sola unidad, una emoción divuna, y solo su manifestación entre los seres humanos puede ser descrita en la literatura. Desde este punto de vista, el amor incluye a la amistad.  Según la discusión teórica en el prólogo de este poema, este concepto surge de la interpretación del amor mencionada en el Nuevo Testamento y pertenece al tipo manifestado posteriormente en la realidad europea en Dante y Petrarca (pero de manera diferente), como una forma de manifestación del amor divino en el amor humano.
Khintibidze explica el siguiente modelo cosmológico en El caballero de la piel de tigre: Dios-Fuerzas celestiales-Mundo humano. El académico fundamenta este modelo en estudios específicos. Según Khintibidze, la visión del mundo de la obra de Rustaveli presenta las ideas del Renacimiento en las actitudes sociales de la Baja Edad Media, la más significativa de las cuales es el énfasis en el ser humano, la confianza en su pensamiento lógico y analítico. Según esta teoría, la cosmovisión rustaveliana es la síntesis armoniosa del pensamiento medieval y renacentista que no implica la negación de lo medieval sino que lo complementa con la nueva filosofía, el Renacimiento. Según el erudito, la creencia en los valores de esta realidad, la percepción de la belleza del mundo humano, la creencia en la mente y el intelecto humanos en la epopeya de Rustaveli está directamente relacionada con los ideales cristianos tradicionales: creencias en la inmortalidad del alma, la eternidad del Creador bueno y misericordioso y la esperanza de la unión con el Dios infinito después de la muerte. Esta creencia en los ideales duales, humano y divino, tenía que estar rodeada de un profundo sentimiento de paz interior y gloria. Este rasgo de la cosmovisión debe condicionar también esos grandes rasgos poéticos que aún conserva el poema. Se atestigua una etapa paralela en el desarrollo del pensamiento cristiano a nivel del pensamiento social y literario europeo desde los siglos XIII-XIV. En el caso de Rustaveli este proceso comienza con la teología cristiana y se va fundamentando teóricamente con base en medios específicos, tejiéndose dentro del sistema artístico. 
Según la conclusión final de Khintibidze, de las creaciones contemporáneas que le suceden o preceden, El caballero de la piel de tigre es uno de los primeros que expresas -con conceptualización y consistencia-, la nueva visión del mundo, una apariencia realista románticamente establecida en la cosmovisión de trascendencia medieval. Rustaveli es la juventud de nuestro pensamiento contemporáneo. Confiando en la belleza de la vida, el poder de la razón y los más altos ideales emocionales y espirituales, sueña la felicidad del hombre, viéndola -además de en la vida eterna- en el triunfo del bien en la vida terrenal y en el amor del hombre por el resto de seres humanos. El amor y la amistad se convierten en la obra de Rustaveli en un ideal, que aporta elevación divina a la vida terrenal del hombre. Y la esencia del hombre, su vida cognitiva, es vista precisamente en esta relación humana: amistad y amor.
El esfuerzo de los grandes intelectuales de la Baja Edad Media, incluido Rustaveli, por establecer la armonía divina en la realidad mundana, se desarrolló en siglos posteriores bajo la primacía de la búsqueda del bienestar material en este mundo, lo que condujo gradualmente a una ruptura de la fe medieval. El estudioso revela que el pensamiento de Rustaveli no solo encuentra paralelos en el desarrollo del pensamiento literario europeo (Trovadores, Dante, Petrarca), sino que encuentra la huella directa de su obra en las obras literarias europeas. La trama de El hombre de la piel de tigre sería utilizada por dramaturgos ingleses del siglo XVII: William Shakespeare (Cimbelino), Francis Beaumont (Filastrio) y John Fletcher (Rey y no Rey, escrita con Beaumont). El autor indica una supuesta vía a través del cual la epopeya de Rustaveli debe haber llegado a los más altos círculos intelectuales de la Inglaterra de Shakespeare.

## Publicaciones

### Monografías y artículos sobreEl caballero de la piel de tigrepublicados en inglés
- Rustaveli's The Man in the Panther Skin and European Literature. Londres: Bennett and Bloom, 2011.
- Medieval and Renaissance Trends in Rustaveli's Vepkhistqaosani (The Man in the Panther's Skin). Tiflis, 1993.
- Probleme der Weltanschauung im Epos Der Mann im Pantherfell von Schota Rustweli. Tiflis: 1975.
- The Man in Panther-skin in England in the Age of Shakespeare, Tiflis: 2008.
- The World View of Rustaveli's Vepkhistqaosani (The Man in the Panther's Skin). Tiflis: 2009.
- Aristotle and Rustaveli. “Proceedings of the World Congress on Aristotle”, Atenas: 1981.
- Elements of Medieval Sciences in Rustaveli's Poem (12th Century). en  Knowledge and Sciences in Medieval Philosophy (Proceedings of the Eighth International Congress of Medieval Philosophy), vol. III. Helsinki: 1990.
- The Outlook or Rustaveli and the Medieval Process of Religious, Philosophical and Literary Thought. en An International Shota Rustaveli Symposium. History, Insight, Poetry” (Proceedings). Turku: 1991.
- Expanded Summary. – Medieval and Renaissance Trends in Rustaveli's Vepkhistqaosani (The Man in the Panther's Skin) by Elguja Khintibidze. Tiflis: 1993.
- General Features of Georgian Literature in the Eyes of a Foreign Kartvelologist en The Kartvelologist, n.º 5. Tiflis: 1999.
- An Example of Classical Greek Thought in Old Georgian Literature en Phasis, vol. 2-3. Tiflis: 2000.
- Philosophy in Georgia in the Middle Ages. en Studi dell’ Oriente Cristiano n.º 5. Roma: 2001.
- Towards the Scholarly Value of the Study of Georgian Literature in Europe. en Georgian Literature in European Scholarship.  Amsterdam: 2001.
- Lancelot and Avtandil en The Kartvelologist nº 9. Tiflis, 2002.
- The Rustavelian Interpretation of the Virtue of Fear of God and Medieval European Patristics en The Kartvelologist” nº 10. Tiflis: 2003.
- Rustaveli, Dante, Petrarca. Reinterpretation of Love from the Middle Ages to the Renaissance en The Kartvelologist n.º 11. Tiflis: 2004.
- Aristotelian Definition of Soul in Rustaveli's Poem (12th century) en Intellect and Imagination in Medieval Philosophy, vol. IV. Oporto: 2004.
- Reference to Plato in The Man in the Panther's Skin and its World View Purport en The Kartvelologist n.º 12. 2005.
- A Free Interpretation of Plato's Viewpoint on Injustice in Rustaveli's Poem (12th century) en XII International Congress of Medieval Philosophy (Abstracts). Palermo: 2007.
- Towards Rustaveli’s Place in Medieval European-Christian Thought: Georgian Christian Thought and Its Cultural Context. Boston/Leiden: Brill, 2014.
- Love of The Man in the Panther Skin – a New Philosophical Concept.
- The Man in the Panther Skin – Shakespeare's Literary Source en The Kartvelologist n.º 19. 2013.
- The Man in the Panther Skin and Cymbeline en The Kartvelologist n.º 20. 2013
- Rustaveli's The Man in the Panther Skin: Cultural Bridge from East to West and the Georgians of Safavid Iran.
- Towards Rustaveli’s Place in Medieval European-Christian Thought: Philalethes en Shalva Nutsubidze Memorial Volume, Leiden: Brill, 2015.
- Reinterpretation and Renewal of the Concept of Love from the Middle Ages to the Renaissance International Medieval Congress 2015 – 6 – 9 July. “Reform and Renewal”. Leeds: 2015.
- Modification of the Byzantine Story Barlaam and Ioasaf; Changes in Its Scholarly Investigation and Further Perspective of the Study Problem“. Belgrado: 23rd International Congress of Byzantine Studies, 2016.
- The Man in the Panther Skin: Cultural Bridge from East to West and from Middle Ages to the Renaissance en David Shemoqmedeli (ed.),  The Knight in the Panther Skin – a Masterpiece in the World Literature, Nueva York: 2016 .

### Principales monografías
- Georgian Versions of Basil the Great’s “Asceticon". Tiflis: Tbilisi University Press, 1968 (en georgiano).
- Byzantine-Georgian Literary Contacts. Tiflis: Tbilisi University Press, 1969 (en georgiano).
- Problems of Weltanschauung in The Man in the Panther Skin. Tiflis: Tbilisi University Press, 1975 (en georgiano)
- Concerning the Relationship of the Georgian and Greek Versions of Barlaam and Ioasaph. París: 1976 (en inglés).
- On the History of Georgian-Byzantine Literary Contacts. Tiflis: Tbilisi University Press, 1982 (en georgiano).
- Афонская грузинская литературная школа.. Tiflis: Ganatleba Publishers, 1982 (en ruso).
- Грузинско-Византийские литературные взаимоотношения. Tiflis: Tbilisi University Press, 1989 (en ruso).
- Medieval and Renaissance Trends in Rustaveli’s “Vepkhistkaosani” (The Man in the Panther Skin). Tiflis: Tbilisi University Press, 1993 (en georgiano).
- Georgian-Byzantine Literary Contacts. Ámsterdam: Adolf M. Hakkert Publisher, 1996 (en inglés).
- The Designation of the Georgians and their Etymology. Tiflis: Tbilisi University Press, 1998 (en georgiano e inglés).
- Georgian Literature in European Scholarship. Ámsterdam: Adolf M. Hakkert Publisher, 2001 (en inglés).
- Love in Vepkhistkaosani (The Man in the Panther Skin) en Kartvelologi. Tiflis: 2005 (en georgiano).
- "The Man in Panther-skin" in England in the Age of Shakespeare en Kartvelologi. Tiflis (en georgiano e inglés).
- The World View of Rustaveli’s "Vepkhistqaosani" (The Man in the Panther Skin) en Kartvelologi. Tiflis: 2009 (en georgiano).
- Rustaveli’s ”The Man in the Panter Skin” and European Literature. Londres: Bennett and Bloom, 2011 (en inglés).
- "The Man in a Panther-skin" in the English Dramaturgy of Shakespeare and his Contemporaries. Tiflis: Sachino, 2016 (en georgiano).
- Medieval Georgian Romance "The Man in a Panther-Skin" and Shakespeare’s Late Plays. Ámsterdam: Adolf M. Hakkert-Publisher, 2018 (en inglés).